# Comuna Termahivka, Ivankiv
Termahivka (în ucraineană Термахівка) este o comună în raionul Ivankiv, regiunea Kiev, Ucraina, formată din satele Cikalovka și Termahivka (reședința).

## Demografie
Componența lingvistică a comunei Termahivka
     Ucraineană (98,37%)
     Rusă (1,47%)
     Alte limbi (0,16%)
Conform recensământului din 2001, majoritatea populației comunei Termahivka era vorbitoare de ucraineană (98,37%), existând în minoritate și vorbitori de rusă (1,47%).